# (5656) Oldfield
Pour les articles homonymes, voir Oldfield.
(5656) Oldfield est un astéroïde évoluant dans la ceinture principale, découvert le 8 octobre 1920 par l'astronome allemand Walter Baade depuis l'observatoire de Hambourg.
Il fut nommé bien plus tard en l'honneur du musicien britannique Mike Oldfield. 